# IV. Lajos nyugati frank király
IV. (Tengerentúli) Lajos (920/921. szeptember 10. – Reims, 954. szeptember 10.) III. (Együgyű) Károly fia, a Nyugati Frank Királyság, azaz Franciaország királya volt a Karoling-házból (uralkodott 936. június 19-től haláláig). Miután atyjától elbitorolták a trónt, édesanyjával annak szülőföldjére, Angliába menekült, innen kapta „tengerentúli” melléknevét. A főurak idővel visszahívták és trónra tették, uralkodása pedig az ellenük folytatott hatalmi harccal telt, amibe Lajos sógora, I. Ottó német-római császár is többször beavatkozott, hogy fenntartsa a számára kívánatos egyensúlyi helyzetet nyugati szomszédjánál. Segítségének köszönhetően Lajos utolsó éveiben az addig jelentéktelen erejű királyság ismét erősebb hatalmi tényezővé vált a nagybirtokosok között.

## Útja a trónig
III. Károly és második felesége, Eadgifu wessexi hercegnő egyetlen gyermeke és apjának egyetlen fia volt. Röviddel Lajos születése után a főurak fellázadtak Károly ellen, és előbb I. Róbertet, Neustria őrgrófját, majd halála után Raoult, Burgundia hercegét tették trónra. A király és családja hiába keresett támogatókat, és végül II. Heribert vermandois-i gróf haláláig börtönbe vetette. Edgifu azonban a kis Lajossal el tudott menekülni apjához, az Anglia nagy részét uraló I. (Öreg) Edwardhoz. Lajos így nagyapja, majd annak 924-es halála után nagybátyja, Æthelstan udvarában nevelkedett. Eközben apja 929-ben börtönben halt meg.
936-ban hosszas betegség után meghalt Raoul király, mire a főnemesség úgy döntött, hogy visszaadja a trónt a Karolingoknak, és visszahívták Lajost. Ebben az is motiválhatta őket, hogy az ifjú járatlan volt a királyság viszonyaiban, ráadásul komolyabb birtokállomány felett sem rendelkezett, hogy érdemlegesen beleszólhatott volna a két nagy rivális, Vermandois-i Heribert és Róbert fia, Nagy Hugó viszályába. A visszahívást egyébként elsősorban Hugó – Edgifu és Æthelstan sógora – szorgalmazta és ő is tárgyalta le, mivel a herceg az apját csalárdul bebörtönöztető Heribert és a trónját elbitorló Raoul öccse, Fekete Hugó ellenfele volt. A koronázásra 936. június 19-én került sor Laonban.

## Harc a főurak ellen
Lajos nem bizonyult elég hálásnak Hugó támogatásáért, így uralkodása első évei szakadatlan harccal teltek a különböző főurak ellen. 937-ben ráadásul az Ottó német király által nyugat felé szorított kalandozó magyarok rászabadultak Lotaringiára, felprédálták Reims és Sens környékét, majd a francia erőket Aquitaniában legyőzve 926 után ismét kijutottak az Atlanti-óceánhoz. Visszafelé Burgundiát is fosztogatták.
A király eleinte a burgundi Fekete Hugó és III. (Kócosfejű) Vilmos aquitaniai herceg felé próbált nyitni, és II. Alain bretagne-i herceg is mellette foglalt állást. A főurak támogatása azonban nem volt elégséges ahhoz, hogy Hugó helyzetét megingassák, különösen azután, hogy az a királyi birtokokon erőteljesen jelenlevő II. Heribert vermandois-i gróffal szövetkezett. Heribert laoni tornyát ugyan elragadták a király csapatai, de a gróf Reims erődítményeivel kárpótolta magát.

## A lotaringiai kísérlet
Lotaringia még Raoul uralkodása idején került I. Ottó német király, a Német-római Birodalom későbbi megalapítója birtokába, a helyi nemesség azonban inkább a Karoling-házhoz húzott. 939-ben Giselbert lotaringiai herceg fellázadt Ottó ellen, és királyi címet ajánlott Lajosnak, aki előtt rövid időre felcsillant a remény, hogy királyságán kívül építheti fel hatalmi bázisát. Lajos kapott az alkalmon, és Verdunbe ment, ahol fogadta a lotaringiai előkelők hódolatát. Helyzete azonban nem volt biztos. 
Giselbert rövidesen elesett az Ottó elleni harcban, és bár Lajos feleségül vette özvegyét, Ottó testvérét, Gerbergát, a német király tovább tört előre: szövetkezett Hugóval, Herberttel és a normandiai gróffal, I. (Hosszúkardú) Vilmossal, és támogatásukkal 940-ben a Laonba visszavonuló Lajos után indult. Rövidesen bevették Reimset, elűzték a király mellett kitartó Artaud érseket, és Herbert fiát, Hugót tették a helyére. Ottó az attignyi Karoling-uradalomban választotta ki székhelyét, és 941-ben a megmaradt királyi erők szétverését követően megkezdte Lajos végső mentsvára, Laon ostromát. A vár bevehetetlennek bizonyult, Ottó pedig úgy határozott, hogy ellenfele elég gyenge már ahhoz, hogy összebékítse Herberttel és Hugóval.

## Békülés Frankhon hercegével
A király és Hugó viszonyában csak azután állt be fordulat, hogy 942-ben Normandia grófja gyilkosság áldozatául esett, 943 elején pedig Herbert vermandois-i gróf is elhunyt. Két hatalmas birtokkomplexum szabadult fel, noha Hosszúkardú Vilmosnak volt egy fia, Herbert örökségére pedig négy fia pályázott. A király kísérletet tett rá, hogy saját birtokállományát gazdagítsa a tartományurak örökségével, és hogy biztosítsa Hugó semlegességét az ügyben, 943-ban kinevezte Frankhon (latinul Francia, a későbbi Île-de-France), Aquitania és Burgundia hercegévé. Tényleges hatalom mindezzel nem járt, ahogy birtokok sem: a feltételezett megállapodás nagyjából azt tartalmazta, hogy a király elismeri Hugó ezen területek feletti uralmát, ha megszerzi őket, a herceg pedig nem avatkozik a király birtokszerzési kísérletébe. Lajosnak azonban nem voltak meg az erőforrásai arra, hogy megszerezze a fejedelmi birtokokat, így csak csekély területeket tudott kihasítani Herbert örökségéből, amit meg kellett osztania négy fia között. 
A normandiai ügy még rosszabbul végződött. Mivel Vilmos örököse, Richárd kiskorú volt, a király a hozzá hű Herluin montreuli grófot, Hugó herceg hűbéresét nevezte ki a grófság élére gyámnak, Richárdot pedig elfogták és az udvarba vitték. 945-ben azonban lázongás kezdődött a tartományban, mire a király és Hugó elkezdte két irányból meghódítani; a normannok azonban lecsaptak az uralkodóra és Herluinra Bayeux közelében, ahol utóbbi életét vesztette. Lajos Rouenba menekült, azonban végül fogságba esett, a normannok pedig kiadták az őket feltehetően háttérből irányító Hugó hercegnek. A herceg egyik híve, I. Theobald, Blois grófja őrizetére bízta Lajost, aki hónapokig börtönben volt. Hugó végül a király utolsó megmaradt birtoka, Laon átadásáért cserébe elengedte hűbérurát. Az eseményeket kihasználva Richárd megszökött az udvarból és visszatért Normandiába, ahol elismertette saját uralmát.

## Német beavatkozás
A Nyugati Frank Királyságban történt események erősen nyugtalanították Lajos sógorát, Ottó királyt, akinek Hugó túlzott megerősödése sem állt érdekében, hiszen ebben az esetben ő léphetett volna fel ellenségesen Lotaringiában. A német király ezért szövetkezett Konrád alsó-burgund királlyal, és 946-ban közös támadást indítottak nyugatra. Bevették Reimst, ahol a mainzi és a trieri érsek részvételével restaurálták Artaud érsek hatalmát. Lajos király rövidesen csatlakozott hozzájuk, és miután súlyos pusztítást vittek végbe Hugó birtokain, megtámadták Rouent, de a rougemare-i csata Richárd gróf győzelmével ért véget. A támadók Lajossal és családjával együtt kivonultak az országból.
Ottó azonban nem hagyta ennyiben az ügyet, és 947-ben és 948-ban négy császári zsinatot is tartott a reimsi érsekség és Hugó herceg ügyének kivizsgálására. Ezeken Tengerentúli Lajos elpanaszolta sérelmeit a megjelent klerikusoknak, akik 948 júniusában, Ingelheimben
kiközösítéssel fenyegették meg Hugót. A zsinatok ideje alatt Hugó és hívei tovább erősítették hatalmukat Lajos rovására: a megmaradt laoni és reimsi birtokokból hasítottak ki maguknak újabb részeket (pl. Coucy), illetve erődöket emeltek (pl. Montaigu). Mivel a herceg nem volt hajlandó bocsánatért ura elébe járulni, 948 szeptemberében Trierben kimondták az ő és számos híve – köztük Thibaut blois-i gróf, illetve a herceg által kinevezett senlis-i és amiens-i érsek – kiátkozását.

## A megerősödött királyság
A Hugót és híveit sújtó kiátkozás megtette a hatását. Ottó támogatásával Lajos visszatérhetett országába, ahol a hercegtől és híveitől több erődöt és birtokot visszaszerzett Laon és Reims környékén. I. Albert vermandois-i gróf és sógora, Arnulf flandriai gróf, valamint a hozzá hű Artaud érsek támogatásával Lajos tényleges hatalomra tett szert országában, amit az is jelez, hogy olyan távoli, déli nagyurak is elismerték a főségét, mint Mâcon és Besançon, illetve Vienne grófja, valamint az auvergne-i clermont-i püspök. A király így erős pozícióba kerülve 950-ben végleg kibékült Hugó herceggel, aki elfogadta, hogy a királyság második embere legyen. Birtokait így zavartalanul növelhette tovább más területeken: 952 végén, Fekete Hugó halálakor megörökölte annak burgund hercegi címét, és a tartományt ténylegesen uraló Gilbert de Chalon gróf is kénytelen volt hűséget fogadni neki.
Lajos uralkodása végén, 954-ben ismét magyarok törtek országára: Cambrai ostroma után Laon, Reims, Chalons és Metz vidékén portyáztak, és ismét feldúlták Burgundiát. Ugyanebben az évben a király Laon és Reims között utazva leesett lováról a nemrég visszaszerzett corbenyi uradalom közelében, aminek következtében súlyos sérüléseket szenvedett. Hiába szállították sürgősen Reimsbe, az életét már nem lehetett megmenteni. Tengerentúli Lajost a felesége temettette el a Szent Remigius bazilikában. Halálával lehetőség nyílt Hugó herceg számára, hogy megszerezze a koronát, ám ő jobbnak látta elfogadni Lajos kiskorú fia, Lothár trónra tételét, akit reményei szerint kézben tarthatott.

## Házassága, utódai
Lajos egyszer nősült, 939 végén vette feleségül Giselbert lotaringiai herceg özvegyét, Ottó német király testvérét, a 913/914-ben született Szász Gerbergát. Gerberga aktív politikai szerepet vállalt hitvese mellett, részt vett különböző hadi (Laon védelme 941-ben, Reims védelme 946-ban) és politikai vállalkozásokban (aquitaniai látogatás 944-ben, burgundiai utazás 949-ben), emellett sokat tett azért, hogy Ottó végül megsegítse a Hugó markába került Lajos királyt. Férje 951-ben a laoni Miasszonyunk-kolostor apátnőjévé nevezte ki, 959-ben pedig a soissons-i zárda főnöknője is ő lett. Lajos halála után Gerberga fivére, Brúnó kölni érsek lett a régens, de az anyakirálynő befolyása jelentős maradt 969-es haláláig.
Ismereteink szerint Gerberga hét gyermeket szült Lajosnak, közülük hárman érték meg a felnőttkort:
- Lothár (941–986), 954-től haláláig nyugati frank király;
- Matilda (943 vége – 981/992), 964-től I. Konrád burgundi király felesége;
- Károly (945 januárja – Rouen, 953 előtt);
- lány (947/948–?);
- Lajos (948 decembere – Laon, 954. szeptember 10. előtt);
- Károly (Laon, 953 nyara – Orléans, 991. június 12.), 977-től Alsó-Lotaringia hercege;
- Henrik (Laon, 953 nyara), Károly ikertestvére, a keresztelő után meghalt.